# T811 (路面電車車両)
T811は、ベラルーシの車両メーカーであるBKMホールディングが生産する路面電車車両。バリアフリーに適した超低床電車で、2022年以降各都市へ向けての生産が行われている。

## 概要
車内全体が低床構造となっている片運転台式のボギー車。台枠や構体は耐腐食性を考慮した鋼材が用いられており、耐用年数が旧型車両と比べて向上している。車内には空調装置に加えて自動消火システムや監視カメラなどの安全設備が完備されており、wi-fi通信にも対応している。主電動機はBKMホールディングが設計した最新鋭の機器が採用されており、各台車に2基搭載されている。また充電池も搭載しており、停電などの非常時にも外部からの電力供給無しで最大5 kmまで走行する事が可能である。
2022年から生産が開始されており、2023年時点では以下の都市への導入が実施、もしくは導入が予定されている。そのうちニジニ・ノヴゴロド市電へ導入されている車両は「ミニン（МиНиН）」という独自の愛称やデザインが採用されており、一部車両はBKMホールディングとロシア連邦の企業が出資した合資会社のニジェコトランス（Нiжэкатранс）による生産が実施される。

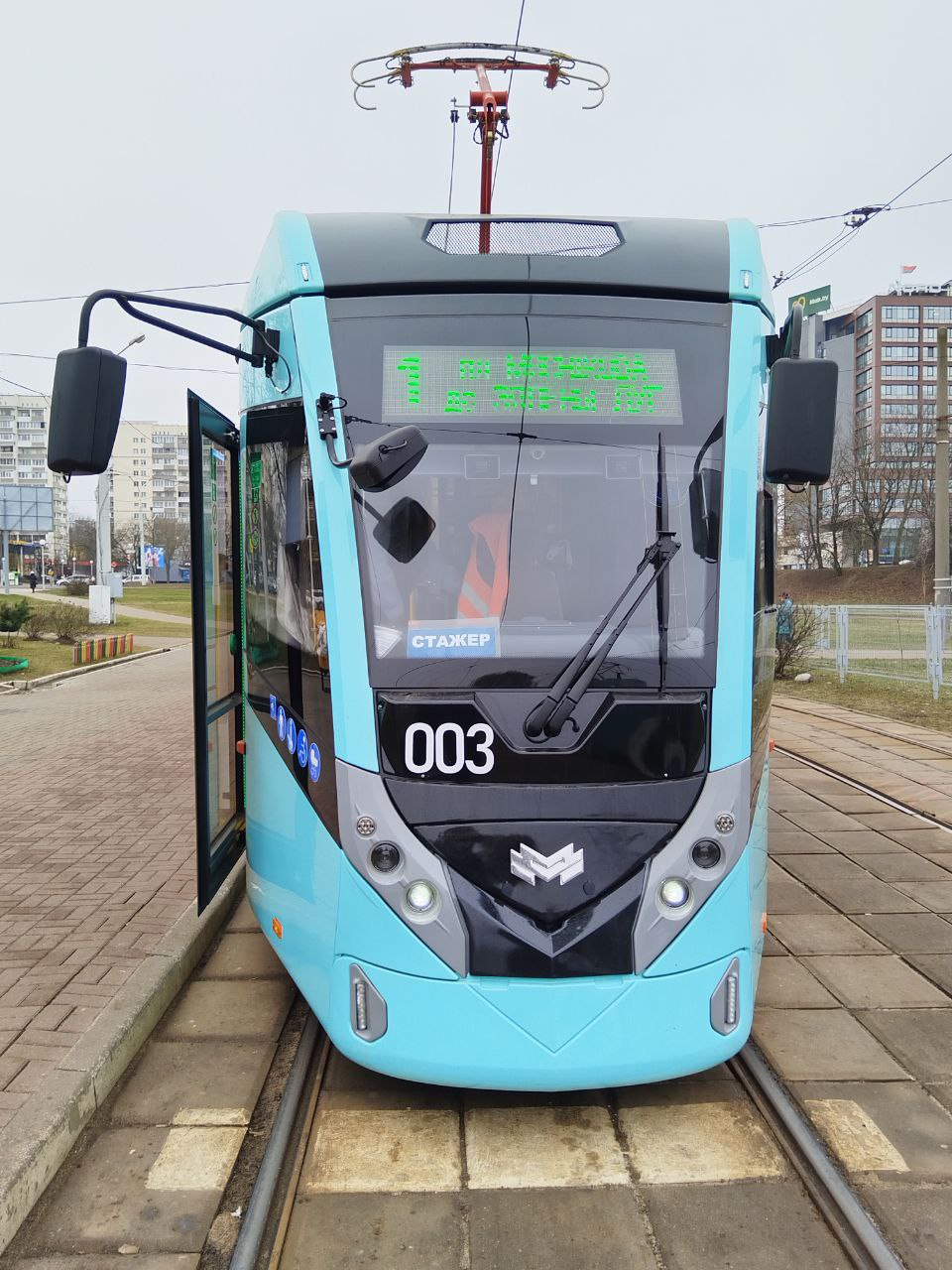
T811（ミンスク市電） （2025年撮影）

| 国         | 都市                                        | 導入車両数  | 備考・参考                   |
| ---------- | ------------------------------------------- | ----------- | ---------------------------- |
| ロシア連邦 | ニジニ・ノヴゴロド (ニジニ・ノヴゴロド市電) | 144両(予定) | 詳細は「ミニン」を参照       |
| ロシア連邦 | サマーラ (サマーラ市電)                     | 12両(予定)  | [ 6 ] [ 7 ]                  |
| ロシア連邦 | クラスノダール (クラスノダール市電)         | 90両(予定)  | [ 8 ]                        |
| ベラルーシ | マズィル (マズィル市電)                     | 28両(予定)  | 総括制御による連結運転に対応 |
| ベラルーシ | ミンスク (ミンスク市電)                     | 20両(予定)  | [ 12 ] [ 13 ]                |

- T811（ミンスク市電）
（2025年撮影）